# غاريقون كبير الثمر
غاريقون كبير الثمر (الاسم العلمي:Agaricus macrocarpus) هو نوع من الفطريات يتبع جنس الغاريقون من الفصيلة الغاريقونية.